# Thomas Einwallner
Thomas Einwallner (* 10. Jänner 1979 in Judenburg) ist ein österreichischer Politiker (ÖVP). Er war von 2005 bis 2006 Mitglied des Bundesrates, von 2006 bis 2008 und von 2011 bis 2013 Abgeordneter zum österreichischen Nationalrat.

## Ausbildung
Thomas Einwallner besuchte zwischen 1985 und 1989 die Volksschule in Oberwölz und absolvierte im Anschluss die Hauptschule Oberwölz. 1993 wechselte er an das Bundesoberstufenrealgymnasium in Murau, das er 1998 mit der Matura abschloss. Danach leistete Einwallner seinen Präsenzdienst ab und begann 1999 ein Studium der Veterinärmedizin in Wien, bis er am 25. November 2000 Landesobmann der Jungen ÖVP Steiermark wurde. Seit Mai 2008 ist Einwallner Angestellter.

## Politische Laufbahn
Thomas Einwallner begann seine politische Karriere als Ortsobmann der Jungen ÖVP Oberwölz (1998–2004). 1999 stieg er zum Bezirksobmann der Jungen ÖVP Murau auf und wurde ein Jahr später JVP Landesobmann in der Steiermark. Dieses Amt bekleidete er bis 2012. Zwischen 2001 und 2004 war Einwallner Bundesobfrau-Stellvertreter der Jungen ÖVP Österreich, seit 2004 ist er Bezirksparteiobmann-Stellvertreter der ÖVP Murau. Am 25. Oktober 2005 zog Thomas Einwallner als Vertreter der Steiermark in den Bundesrat ein. Nach der Nationalratswahl 2006 wechselte Einwallner am 30. Oktober 2006 mittels eines Mandats des Landeswahlkreis Steiermark als Abgeordneter in den Nationalrat. Er vertrat die ÖVP in den Ausschüssen Sport, Familien, Landesverteidigung, Rechnungshof, Tourismus und Verkehr. Bei der Nationalratswahl vom 28. September 2008 verlor die ÖVP 8,3 Prozentpunkte, infolgedessen verlor Thomas Einwallner sein Abgeordnetenmandat.
Einwallner war von 30. August 2011 bis 30. September 2013 erneut Abgeordneter zum Nationalrat. Er nahm das Mandat der ausgeschiedenen Ursula Plassnik an.
In der Legislaturperiode bis 2013 war er Mitglied in folgenden Ausschüssen:
Rechnungshofausschuss; Ausschuss für Forschung, Innovation und Technologie; Ausschuss für Menschenrechte; Ausschuss für Petitionen und Bürgerinitiativen; Ausschuss für Sportangelegenheiten.

## Privates
Einwallner lebt in einer Lebensgemeinschaft und ist Vater eines Sohnes.

## Sonstiges
Thomas Einwallner ist Mitbegründer der Initiative Pro Mitteleuropa.